# Bikavér
A bikavér két-három bor keverékéből összeállított cuvée. Magyarországon az egri és a szekszárdi borvidéken állítanak elő bikavért.

## A név eredete

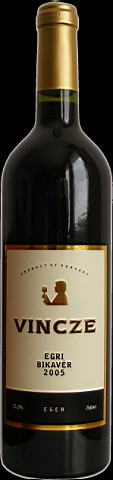
Egri bikavér

A „bikavér” elnevezés Garay János szekszárdi költő alkotása. Az 1846-ban írt Szegszárdi bordalában először a bort még a bika véréhez hasonlítja, majd pedig főnévként is használja:
…'
Töltsd pohárba, és csodát látsz!
Színe mint a bikavér,
S mégis a gyöngy, mely belőle
Fölragyog, mint hó, fehér.
…'
…'
Ide hát, te bazsarózsa!
Poharunkba, bikavér!
Hadd igyuk az áldomást meg,
Legelőbb is magadér!
…'
Más verseiben:
Nem hiányzik asztalán a vacsora
Fűszerszáma, Szegszárdnak vörös bora;
Mely sötéten, sűrűn, mint a bikavér,
A komoly kedv hangzatával összefér
 
Ráköszöntöm ezt a sűrű bikavért!
 

## Borvidékek sajátosságai
Míg az egri borvidéknek a bikavér meghatározó bora, addig a szekszárdi borvidéken ez inkább csak a többi vörösbor mellett megjelenő kiegészítő csúcstermék. Ugyanakkor a márkanév ismertsége szempontjából az egri borvidéknek van előnye – ahol ez alapvető létérdek is.